# Yermakhan Ibraimov
Yermakhan Ibraimov (en russe : Ермахан Сагиевич Ибраимов, transcription française : Iermakhan Saguievitch Ibraimov) est un boxeur kazakh né le 1er janvier 1972 à Taraz.

## Carrière
Médaillé de bronze aux Jeux olympiques d'Atlanta en 1996 dans la catégorie super welters, il devient champion olympique à Sydney en 2000 après sa victoire en finale contre le Roumain Marian Simion. Ibraimov remporte également au cours de sa carrière amateur la médaille d'argent aux championnats du monde de Budapest en 1997, la médaille de bronze à Houston en 1999 et la médaille d'or aux Jeux asiatiques de Bangkok en 1998.

## Parcours auxJeux olympiques
Jeux olympiques d'été de 1996 à Atlanta (poids super welters) :
- Bat Nick Farrell (Canada) 15-4
- Bat Hendrik Simangunsong (Indonésie) par arrêt de l'arbitre au 1er round
- Bat Markus Beyer (Allemagne) 19-9
- Perd contre Alfredo Duvergel (Cuba) 19-28

 Jeux olympiques d'été de 2000 à Sydney (poids super welters) :
- Bat Yousif Masas (Syrie) par arrêt de l'arbitre au 3e round
- Bat Hely Yánes (Venezuela) par arrêt de l'arbitre au 3e round
- Bat Juan Hernández Sierra (Cuba) 16-9
- Bat Jermain Taylor (États-Unis) par arrêt de l'arbitre au 4e round
- Bat Marian Simion (Roumanie) 25-23